# Cryptocorynetes longulus
Cryptocorynetes longulus är en kräftdjursart som beskrevs av Wollermann, Koenemann, Iliffe 2007. Cryptocorynetes longulus ingår i släktet Cryptocorynetes och familjen Speleonectidae. Inga underarter finns listade i Catalogue of Life.